# Harold John Crossley Hildreth
Sir Harold John Crossley Hildreth, britanski general, * 1908, † 1992.